# 2023-24 アトレティコ・マドリード
2023-24 アトレティコ・マドリードは、アトレティコ・マドリードの創設後117シーズン目である2023-24シーズンの成績を記述したもの。

## シーズン概要

### 前半戦
2023-24シーズンを迎えるにあたって、厳しい財政事情から限られた戦力を夏の移籍市場で獲得した。手薄であった最終ラインにいずれもプレミアリーグでの経験豊富なセサル・アスピリクエタとチャーラル・ソユンジュをフリーで獲得。また、ハビ・ガランとサンティアゴ・モウリーニョを移籍金を支払って契約した。一方、レナン・ロディとジョフレイ・コンドグビアをオリンピック・マルセイユへ、マテウス・クーニャの3選手を合計7,100万ユーロで放出し、移籍市場最終日にはディエゴ・シメオネ監督との確執が報じられていたジョアン・フェリックスを1シーズンの契約でFCバルセロナへとレンタルに出した。
シーズン開幕戦となったリーグ第1節のグラナダCF戦では、グラナダの若手FWサムエル・オモロディオンに得点を許すも3-1で勝利を収めた。なお、試合終了後にはそのオモロディオンを5年契約で引き抜いている。前半戦は2トップを組み、二人で公式戦20得点以上を挙げたアルバロ・モラタとアントワーヌ・グリーズマンらの活躍もあり、ホームゲームにおけるクラブ歴代最多タイとなる20連勝を飾るなど、エスタディオ・メトロポリターノでは驚異的な強さを見せた一方で、アウェーゲームでは3敗を喫するなどアウェーで勝ち点を落とす試合が多く見られた。また、第15節にアウェーで行われたFCバルセロナとの上位対決では、レンタルに出していたジョアン・フェリックスの得点を許し、0-1で敗戦している。昨シーズンはグループステージで敗退してしまったUEFAチャンピオンズリーグでは、SSラツィオ、フェイエノールト、セルティックFCと同組のグループに入り、4勝2分0敗の無敗かつ首位でグループステージを突破した。2023-24シーズンの前半戦は、年内最終戦のセビージャFC戦を勝利で終え、レアル・マドリードとジローナFCの後を追うリーグ戦3位でシーズンを折り返した。

### 後半戦
ラ・リーガ、コパ・デル・レイ、スーペルコパ、チャンピオンズリーグの4大会全て優勝の可能性を残して迎えた後半戦は、冬の移籍市場で3名の新加入といくつかの人員整理を行なった。ベルギーのロイヤル・アントワープFCから18歳のアルトゥール・フェルメーレンを移籍金2,500万ユーロで獲得。さらには人員が不足していた最終ラインにバレンシアCFを構想外となったガブリエウ・パウリスタをフリーで獲得した。後半戦における最初の試合となった第19節のアウェー・ジローナFC戦では、今シーズン躍進を遂げたジローナとの優勝争いを占う上で落とせない試合を3-4の乱打戦の末に敗北した。また、例年の如くサウジアラビアで開催されたスーペルコパでは、初戦ベスト4のレアル・マドリードとのマドリードダービーを迎えたが、3-3から延長戦を経て3-5で敗れ、可能性のあった一つ目のタイトルを落とした。しかし、直後のコパ・デル・レイ、ベスト16で再びレアル・マドリードと顔を合わせると、この試合では2-2で迎えた延長戦にて、グリーズマンとリケルメの2ゴールで見事勝利を収め、ベスト8へ駒を進めた。また、2月頭にはリーガ第23節で今シーズン4度目となるマドリードダービーがアウェーゲームとして行われ、この試合は1-1のドローに終わった。
2月に入ると、選手の疲労やチーム内得点王だったアルバロ・モラタの不調、怪我人といった問題が出始めた。2月は、リーガ第25節の5-0で大勝したUDラス・パルマス戦を除いた6試合で2分4敗と大きく躓いた。その中にはUEFAチャンピオンズリーグ・ベスト16のインテル・ミラノ戦1stレグ（0-1）やコパ・デル・レイのベスト4アスレティック・ビルバオ戦（2試合合計0-4で敗退）が含まれており、リーグ戦でも勝ち点を拾いきれなかったため、2月のみでコパ・デル・レイとラ・リーガの優勝争いから脱落した。インテルとの2ndレグは3月13日にホームで行われた。33分にフェデリコ・ディマルコに先制される幸先悪いスタートとなったが、直後の35分にグリーズマンが1点を返した。試合終了間際の87分にコケのパスを受けたメンフィス・デパイがバイタルエリア内で反転したシュートがヤン・ゾマーを破ってゴールに沈んだ。これにより2試合合計2-2の延長戦に突入し、延長戦でもスコアは動かなかった。結局勝敗の行方はPK戦に委ねられ、アレクシス・サンチェスとデイヴィ・クラーセンのシュートをストップしたヤン・オブラクの活躍やインテル側のラストキッカーとなったラウタロ・マルティネスの枠を大きく外れたシュートにより、アトレティコ・マドリードがベスト16突破を決めた。7シーズンぶりのベスト4進出を賭けて迎えたベスト8のボルシア・ドルトムント戦では、ホームの1stレグこそ1失点したものの、試合序盤に相手のミスに乗じて2得点を挙げて2-1とした。しかし、2ndレグで前半に2失点。後半開始から64分までで2点を奪い返したが、71分にニクラス・フュルクルクのヘディング弾、直後の74分にマルセル・ザビッツァーのミドルシュートによって再び2失点し、2ndレグ2-4で敗れ、2試合合計4-5で敗退した。
残すリーグ戦ではバルセロナとジローナに追いつく構図となっていたが、最終的にはリーグ4位でフィニッシュし、UEFAチャンピオンズリーグ出場権こそ獲得したもののディエゴ・シメオネ政権下では初となる3位以外でのシーズン終了となった。

## 登録メンバー
2024年4月21日現在
| Pos | No.                          | 氏名                     | 生年月日（年齢）          | 前所属                    | 在籍年                          | 備考                  |
| GK  | 1                            | ホラツィウ・モルドヴァン | 1998年1月20日（27歳）     | FCラピド・ブカレスト      | 2024年-                         | ルーマニア代表 新加入 |
| GK  | 13                           | ヤン・オブラク           | 1993年7月1日（31歳）      | SLベンフィカ              | 2014年-                         | スロベニア代表        |
| GK  | 31                           | アントニオ・ゴミス       | 2003年5月20日（21歳）     | アトレティコ・マドリードB | 2023年-                         | Bチーム登録           |
|     |                              |                          |                           |                           |                                 |                       |
| DF  | 2                            | ホセ・マリア・ヒメネス   | 1995年1月20日（30歳）     | ダヌービオFC              | 2013年-                         | ウルグアイ代表        |
| DF  | 3                            | セサル・アスピリクエタ   | 1989年8月28日（35歳）     | チェルシー                | 2023年-                         | 元スペイン代表        |
| DF  | 4                            | ガブリエウ・パウリスタ   | 1990年11月26日（34歳）    | バレンシアCF              | 2024年-                         | 新加入                |
| DF  | 15                           | ステファン・サヴィッチ   | 1991年1月8日（34歳）      | ACFフィオレンティーナ     | 2015年-                         | モンテネグロ代表      |
| DF  | 16                           | ナウエル・モリーナ       | 1998年4月6日（26歳）      | ウディネーゼ              | 2022年-                         | アルゼンチン代表      |
| DF  | 22                           | マリオ・エルモソ         | 1995年6月18日（29歳）     | RCDエスパニョール         | 2019年-                         | 元スペイン代表        |
| DF  | 23                           | ヘイニウド・マンダーヴァ | 1994年1月21日（31歳）     | LOSCリール                | 2022年-                         | モザンビーク代表      |
|     |                              |                          |                           |                           |                                 |                       |
| MF  |                              |                          |                           |                           |                                 |                       |
| 5   | ロドリゴ・デ・パウル         | 1994年5月24日（30歳）    | ウディネーゼ・カルチョ    | 2021年-                   | アルゼンチン代表                |                       |
| 6   | コケ                         | 1992年1月8日（33歳）     | アトレティコ・マドリードB | 2009年-                   | カンテラ出身 スペイン代表       |                       |
| 8   | サウール・ニゲス             | 1994年11月21日（30歳）   | チェルシーFC              | 2012年-                   | カンテラ出身 元スペイン代表     |                       |
| 11  | トマ・レマル                 | 1995年11月12日（29歳）   | ASモナコ                  | 2018年-                   | 元フランス代表                  |                       |
| 12  | サムエウ・リーノ             | 1999年12月23日（25歳）   | バレンシア                | 2022年-                   | レンタルバック                  |                       |
| 14  | マルコス・ジョレンテ         | 1995年1月30日（30歳）    | レアル・マドリード        | 2019年-                   | スペイン代表                    |                       |
| 17  | ロドリゴ・リケルメ           | 2000年4月2日（24歳）     | ジローナFC                | 2019年-                   | U-21スペイン代表 レンタルバック |                       |
| 18  | アルトゥール・フェルメーレン | 2005年2月7日（20歳）     | ロイヤル・アントワープFC  | 2024年-                   | ベルギー代表 新加入             |                       |
| 20  | アクセル・ヴィツェル         | 1989年1月21日（36歳）    | ボルシア・ドルトムント    | 2022年-                   | 元ベルギー代表                  |                       |
| 24  | パブロ・バリオス             | 2003年6月15日（21歳）    | アトレティコ・マドリードB | 2022年-                   | カンテラ出身 U-21スペイン代表   |                       |
|     |                              |                          |                           |                           |                                 |                       |
| FW  |                              |                          |                           |                           |                                 |                       |
| 8   | アントワーヌ・グリーズマン   | 1991年3月21日（33歳）    | バルセロナ                | 2014年-2019年 2021年-     | フランス代表                    |                       |
| 9   | メンフィス・デパイ           | 1994年2月13日（31歳）    | バルセロナ                | 2023年-                   | オランダ代表                    |                       |
| 10  | アンヘル・コレア             | 1995年3月9日（30歳）     | CAサン・ロレンソ          | 2014年-                   | アルゼンチン代表                |                       |
| 19  | アルバロ・モラタ             | 1992年10月23日（32歳）   | ユヴェントスFC            | 2020年-                   | スペイン代表                    |                       |
| 30  | サリム・エル・ジェバリ       | 2004年2月5日（21歳）     | アトレティコ・マドリードB | 2024年-                   | U-23モロッコ代表 Bチーム登録    |                       |
| 39  | アブデ・ライアニ             | 2004年2月3日（21歳）     | アトレティコ・マドリードB | 2024年-                   | U-23モロッコ代表 Bチーム登録    |                       |

## 移籍

### 加入選手
| Pos. | 選手                         | 年齢 | 獲得元                               | オプション     | 夏/冬 | 移籍金        | 出典   |
| ---- | ---------------------------- | ---- | ------------------------------------ | -------------- | ----- | ------------- | ------ |
| DF   | レナン・ロディ               | 25   | ノッティンガム・フォレスト           | レンタルバック | 夏    | -             |        |
| DF   | マヌ・サンチェス             | 22   | オサスナ                             | レンタルバック | 夏    | -             |        |
| MF   | フアン・マヌエル・サナブリア | 23   | アトレティコ・サン・ルイス           | レンタルバック | 夏    | -             |        |
| MF   | ハビ・セラーノ               | 20   | UDイビサ                             | レンタルバック | 夏    | -             |        |
| FW   | ジョアン・フェリックス       | 23   | チェルシーFC                         | レンタルバック | 夏    | -             |        |
| FW   | マテウス・クーニャ           | 24   | ウルヴァーハンプトン・ワンダラーズFC | レンタルバック | 夏    | -             |        |
| FW   | サムエウ・リーノ             | 23   | バレンシアCF                         | レンタルバック | 夏    | -             |        |
| FW   | ロドリゴ・リケルメ           | 23   | ジローナFC                           | レンタルバック | 夏    | -             |        |
| FW   | セルヒオ・カメージョ         | 22   | ラージョ・バジェカーノ               | レンタルバック | 夏    | -             |        |
| FW   | ビクトル・モジェホ           | 22   | レアル・サラゴサ                     | レンタルバック | 夏    | -             |        |
| FW   | ジュリアーノ・シメオネ       | 20   | レアル・サラゴサ                     | レンタルバック | 夏    | -             |        |
| FW   | ボルハ・ガルセス             | 23   | CDテネリフェ                         | レンタルバック | 夏    | -             |        |
| FW   | ビトーロ                     | 33   | UDラス・パルマス                     | レンタルバック | 夏    | -             |        |
| DF   | ハビ・ガラン                 | 28   | セルタ・デ・ビーゴ                   | 完全移籍       | 夏    | 500万ユーロ   | [ 15 ] |
| DF   | サンティアゴ・モウリーニョ   | 21   | ラシン・モンテビデオ                 | 完全移籍       | 夏    | 270万ユーロ   |        |
| DF   | チャーラル・ソユンジュ       | 27   | レスター・シティFC                   | フリー移籍     | 夏    | -             | [ 16 ] |
| DF   | セサル・アスピリクエタ       | 33   | チェルシーFC                         | フリー移籍     | 夏    | -             | [ 17 ] |
| FW   | サム・オモロディオン         | 19   | グラナダCF                           | 完全移籍       | 夏    | 600万ユーロ   | [ 2 ]  |
| GK   | ホラツィウ・モルドヴァン     | 26   | FCラピド・ブカレスト                 | 完全移籍       | 冬    | 800万ユーロ   | [ 18 ] |
| MF   | アルトゥール・フェルメーレン | 18   | ロイヤル・アントワープFC             | 完全移籍       | 冬    | 2,500万ユーロ | [ 19 ] |
| DF   | ガブリエウ・パウリスタ       | 33   | バレンシアCF                         | フリー移籍     | 冬    | -             | [ 20 ] |

### 退団選手
| Pos. | 選手                         | 年齢 | 移籍先                               | オプション   | 夏/冬 | 移籍金        | ソース |
| ---- | ---------------------------- | ---- | ------------------------------------ | ------------ | ----- | ------------- | ------ |
| DF   | セルヒオ・レギロン           | 26   | トッテナム・ホットスパーFC           | レンタル終了 | 夏    | -             |        |
| DF   | サンティアゴ・モウリーニョ   | 21   | レアル・サラゴサ                     | レンタル移籍 | 夏    | -             | [ 21 ] |
| MF   | ハビ・セラーノ               | 20   | SKシュトゥルム・グラーツ             | レンタル移籍 | 夏    | -             | [ 22 ] |
| FW   | ビクトル・モジェホ           | 22   | レアル・サラゴサ                     | レンタル移籍 | 夏    | -             | [ 23 ] |
| FW   | ジュリアーノ・シメオネ       | 20   | デポルティーボ・アラベス             | レンタル移籍 | 夏    | -             | [ 24 ] |
| FW   | カルロス・マルティン         | 21   | CDミランデス                         | レンタル移籍 | 夏    | -             | [ 25 ] |
| FW   | ヘルマン・バレラ             | 21   | レアル・サラゴサ                     | レンタル移籍 | 夏    | -             | [ 26 ] |
| FW   | サム・オモロディオン         | 19   | デポルティーボ・アラベス             | レンタル移籍 | 夏    | -             | [ 27 ] |
| FW   | ボルハ・ガルセス             | 24   | エルチェ                             | レンタル移籍 | 夏    | -             | [ 28 ] |
| FW   | ジョアン・フェリックス       | 23   | バルセロナ                           | レンタル移籍 | 夏    | -             | [ 29 ] |
| DF   | レナン・ロディ               | 25   | オリンピック・マルセイユ             | 完全移籍     | 夏    | 1,300万ユーロ | [ 30 ] |
| MF   | ジョフレイ・コンドグビア     | 30   | オリンピック・マルセイユ             | 完全移籍     | 夏    | 800万ユーロ   | [ 31 ] |
| FW   | マテウス・クーニャ           | 24   | ウルヴァーハンプトン・ワンダラーズFC | 完全移籍     | 夏    | 5,000万ユーロ | [ 32 ] |
| MF   | ヤニック・カラスコ           | 30   | アル・シャバブ                       | 完全移籍     | 夏    | 1,500万ユーロ | [ 33 ] |
| DF   | マヌ・サンチェス             | 22   | セルタ・デ・ビーゴ                   | フリー移籍   | 夏    | -             | [ 34 ] |
| DF   | マット・ドハーティ           | 31   | ウルヴァーハンプトン・ワンダラーズFC | 契約満了     | 夏    | -             | [ 35 ] |
| MF   | フアン・マヌエル・サナブリア | 23   | アトレティコ・サン・ルイス           | 契約満了     | 夏    | -             | [ 36 ] |
| DF   | ハビ・ガラン                 | 29   | レアル・ソシエダ                     | レンタル移籍 | 冬    | -             | [ 37 ] |
| GK   | イヴォ・グルビッチ           | 28   | シェフィールド・ユナイテッドFC       | 完全移籍     | 冬    | -             | [ 38 ] |
| DF   | チャーラル・ソユンジュ       | 27   | フェネルバフチェSK                   | レンタル移籍 | 冬    | 200万ユーロ   | [ 39 ] |

## プレシーズン
勝
      分
      負
| Coupang Play シリーズ 2023年7月27日 | Kリーグ選抜                                                      | 3-2      | アトレティコ・マドリード      | 麻浦区                                          |  |
| 20:00 KST                           | クリヴォツク 50分 · パロチェヴィッチ 89分 (pen.) · 李聖敏 90+4分 | レポート | 13分 レマル · 85分 マルティン | 競技場: ソウルワールドカップ競技場 主審: 金喜坤 |  |

| Coupang Play シリーズ 2022年7月30日 | マンチェスター・シティ | 1-2      | アトレティコ・マドリード        | 麻浦区                                              |  |
| 20:40 KST                           | ディアス 85分          | レポート | 66分 メンフィス · 74分 カラスコ | 競技場: ソウルワールドカップ競技場 観客数: 64,185人 |  |

| ラリーガ サマーツアー 2023年8月2日 | アトレティコ・マドリード | 0-0      | レアル・ソシエダ | モンテレイ                                                                         |  |
| 19:00 CST                          |                          | レポート |                  | 競技場: エスタディオBBVA 観客数: 33,055人 主審: フェルナンド・エルナンデス・ゴメス |  |

| ラリーガ サマーツアー 2023年8月5日 | アトレティコ・マドリード | 1-1      | セビージャ | サンフランシスコ         |  |
| 19:00 PST 翌11:00 (日本)           | コレア 84分              | レポート | 66分 ミル  | 競技場: オラクル・パーク |  |

## 大会成績

### ラ・リーガ
順位表
| 順 | チーム                   | 試 | 勝 | 分 | 敗 | 得 | 失 | 差  | 点 | 出場権または降格                                 |
| -- | ------------------------ | -- | -- | -- | -- | -- | -- | --- | -- | ------------------------------------------------ |
| 1  | レアル・マドリード       | 38 | 29 | 8  | 1  | 87 | 26 | +61 | 95 | UEFAチャンピオンズリーグ・グループステージに出場 |
| 2  | バルセロナ               | 38 | 26 | 7  | 5  | 79 | 44 | +35 | 85 | UEFAチャンピオンズリーグ・グループステージに出場 |
| 3  | ジローナ                 | 38 | 25 | 6  | 7  | 85 | 46 | +39 | 81 | UEFAチャンピオンズリーグ・グループステージに出場 |
| 4  | アトレティコ・マドリード | 38 | 24 | 4  | 10 | 70 | 43 | +27 | 76 | UEFAチャンピオンズリーグ・グループステージに出場 |
| 5  | アスレティック・ビルバオ | 38 | 19 | 11 | 8  | 61 | 37 | +24 | 68 | UEFAヨーロッパリーグ・グループステージに出場     |

最終更新は2024年6月7日の試合終了時
出典: La Liga（スペイン語）, BDFutbol（スペイン語）
順位の決定基準: 1.勝点 2.当該チーム間の勝点 3.当該チーム間の得失点差 4.総得失点差 5.総得点数 6.反則ポイント 7.順位決定戦.

試合結果
| 第1節 2023年8月14日       | アトレティコ・マドリード                        | 3-1      | グラナダ            | マドリード                                                                   |  |
| 21:30 CEST 翌04:30 (日本) | モラタ 45+4分 · デパイ 67分 · ジョレンテ 90+8分 | レポート | 62分 オモロディオン | 競技場: シビタス・メトロポリターノ 観客数: 56,164人 主審: プリード・サンタナ |  |

| 第2節 2023年8月20日       | レアル・ベティス | 0-0      | アトレティコ・マドリード | セビリア                                                                                     |  |
| 21:30 CEST 翌04:30 (日本) |                  | レポート |                          | 競技場: ベニート・ビジャマリン 観客数: 51,782人 主審: リカルド・デ・ブルゴス・ベンゴエチェア |  |

| 第3節 2023年8月28日       | ラージョ・バジェカーノ | 0-7      | アトレティコ・マドリード                                                                                       | マドリード                                                                            |  |
| 21:30 CEST 翌04:30 (日本) |                        | レポート | 2分 グリーズマン · 16分 メンフィス · 36分 モリーナ · 73分 モラタ · 79分 コレア · 84分 モラタ · 86分 ジョレンテ | 競技場: カンポ・デ・フトボル・デ・バジェカス 主審: ホセ・ルイス・ムヌエラ・モンテーロ |  |

| 第5節 2023年9月18日     | バレンシア                           | 3-0      | アトレティコ・マドリード | バレンシア                                                           |  |
| 16:15 CEST 23:15 (日本) | ドゥロ 5分 · ドゥロ 34分 · ゲラ 54分 | レポート |                          | 競技場: メスタージャ 観客数: 45,363人 主審: ヘスス・ヒル・マンサーノ |  |

| 第6節 2023年9月24日       | アトレティコ・マドリード                     | 3-1      | レアル・マドリード | マドリード                                                                             |  |
| 21:00 CEST 翌04:00 (日本) | モラタ 4分 · グリーズマン 18分 · モラタ 46分 | レポート | 35分 クロース      | 競技場: シビタス・メトロポリターノ 観客数: 69,082人 主審: ハビエル・アルベロラ・ロハス |  |

| 第7節 2023年9月28日       | オサスナ | 0-2      | アトレティコ・マドリード          | パンプローナ                                                               |  |
| 21:30 CEST 翌04:30 (日本) |          | レポート | 20分 グリーズマン · 81分 リケルメ | 競技場: エル・サダル 観客数: 20,692人 主審: フアン・マルティネス・ムヌエラ |  |

| 第8節 2023年10月1日       | アトレティコ・マドリード                  | 3-2      | カディス                    | マドリード                                                                                     |  |
| 21:00 CEST 翌04:00 (日本) | コレア 32分 · コレア 66分 · モリーナ 46分 | レポート | 12分 ピレス · 27分 マルティ | 競技場: シビタス・メトロポリターノ 観客数: 53,421人 主審: ハビエル・イグレシアス・ビジャヌエバ |  |

| 第9節 2023年10月8日       | アトレティコ・マドリード        | 2-1      | レアル・ソシエダ  | マドリード                                                                                   |  |
| 16:15 CEST 翌23:15 (日本) | リーノ 22分 · グリーズマン 89分 | レポート | 73分 オヤルサバル | 競技場: シビタス・メトロポリターノ 観客数: 65,607人 主審: ホセ・ルイス・ムヌエラ・モンテーロ |  |

| 第10節 2023年10月21日     | セルタ | 0-3      | アトレティコ・マドリード                                         | ビーゴ                                                                           |  |
| 21:00 CEST 翌04:00 (日本) |        | レポート | 29分 (pen.) グリーズマン · 64分 グリーズマン · 70分 グリーズマン | 競技場: バライードス 観客数: 20,282人 主審: ギジェルモ・クアドラ・フェルナンデス |  |

| 第11節 2023年10月29日     | アトレティコ・マドリード    | 2-1      | アラベス      | マドリード                                                                             |  |
| 21:00 CEST 翌05:00 (日本) | リケルメ 26分 · モラタ 46分 | レポート | 90+6分 ゲバラ | 競技場: シビタス・メトロポリターノ 観客数: 50,009人 主審: アレハンドロ・ムニス・ルイス |  |

| 第12節 2023年11月3日      | ラス・パルマス                  | 2-1      | アトレティコ・マドリード | ラス・パルマス                                                           |  |
| 21:00 CEST 翌05:00 (日本) | ロドリゲス 51分 · ラミレス 75分 | レポート | 83分 モラタ              | 競技場: グラン・カナリア 観客数: 30,080人 主審: マリオ・メレーロ・ロペス |  |

| 第13節 2023年11月12日     | アトレティコ・マドリード                             | 3-1      | ビジャレアル | マドリード                                                                                         |  |
| 21:00 CEST 翌05:00 (日本) | ヴィツェル 45＋1分 · グリーズマン 80分 · リーノ 85分 | レポート | 20分 モレノ  | 競技場: シビタス・メトロポリターノ 観客数: 56,632人 主審: フランシスコ・ホセ・エルナンデス・マエソ |  |

| 第14節 2023年11月26日     | アトレティコ・マドリード | 1-0      | マジョルカ | マドリード                                                                               |  |
| 21:00 CEST 翌05:00 (日本) | グリーズマン 64分        | レポート |            | 競技場: シビタス・メトロポリターノ 観客数: 58,119人 主審: フアン・マルティネス・ムヌエラ |  |

| 第15節 2023年12月3日      | バルセロナ                  | 1-0      | アトレティコ・マドリード | バルセロナ |  |
| 21:00 CEST 翌05:00 (日本) | ジョアン・フェリックス 28分 | レポート |                          | 競技場: エスタディ・オリンピック・リュイス・コンパニス 観客数: 34,568人 主審: ホセ・マリア・サンチェス・マルティネス |  |

| 第16節 2023年12月10日   | アトレティコ・マドリード  | 2-1      | アルメリア      | マドリード                                                                                       |  |
| 14:00 CEST 22:00 (日本) | モラタ 17分 · コレア 22分 | レポート | 62分 バチストン | 競技場: シビタス・メトロポリターノ 観客数: 55,473人 主審: リカルド・デ・ブルゴス・ベンゴエチェア |  |

| 第17節 2023年12月16日     | アスレティック・ビルバオ                            | 2-0      | アトレティコ・マドリード | ビルバオ                                                             |  |
| 16:15 CEST 翌00:15 (日本) | サンセト 36分 · グルセタ 51分 · N.ウィリアムズ 64分 | レポート |                          | 競技場: サン・マメス 観客数: 48,781人 主審: ヘスス・ヒル・マンサーノ |  |

| 第18節 2023年12月20日     | アトレティコ・マドリード                                   | 3-3      | ヘタフェ                                                   | マドリード                                                                                   |  |
| 21:30 CEST 翌05:30 (日本) | グリーズマン 44分 · モラタ 63分 · グリーズマン 69分 (pen.) | レポート | 53分 マジョラル · 87分 オスカル · マジョラル 90+3分 (pen.) | 競技場: シビタス・メトロポリターノ 観客数: 46,401人 主審: ホセ・ルイス・ムヌエラ・モンテーロ |  |

| 第4節 2023年12月24日      | アトレティコ・マドリード | 1-0      | セビージャ | マドリード                                                                             |  |
| 16:15 CEST 翌00:15 (日本) | ジョレンテ 46分          | レポート |            | 競技場: シビタス・メトロポリターノ 観客数: 64,308人 主審: ハビエル・アルベロア・ロハス |  |

| 第19節 2024年1月13日      | ジローナ                                                         | 4-3      | アトレティコ・マドリード                | ジローナ                                                                                         |  |
| 21:30 CEST 翌05:30 (日本) | バレリー 2分 · サヴィオ 26分 · ブリント 39分 · マルティン 90+1分 | レポート | 14分 モラタ · 44分 モラタ · 54分 モラタ | 競技場: エスタディ・モンティリビ 観客数: 13,804人 主審: アレハンドロ・エルナンデス・エルナンデス |  |

| 第21節 2024年1月22日      | グラナダ | 0-1      | アトレティコ・マドリード | グラナダ                                                                                                 |  |
| 21:00 CEST 翌05:00 (日本) |          | レポート | 54分 モラタ              | 競技場: ヌエボ・エスタディオ・デ・ロス・カルメネス 観客数: 18,704人 主審: フアン・マルティネス・ムヌエラ |  |

| 第22節 2024年1月28日      | アトレティコ・マドリード        | 2-0      | バレンシア | マドリード                                                                                       |  |
| 21:00 CEST 翌05:00 (日本) | リーノ 45+5分 · メンフィス 57分 | レポート |            | 競技場: シビタス・メトロポリターノ 観客数: 59,403人 主審: リカルド・デ・ブルゴス・ベンゴエチェア |  |

| 第20節 2024年1月31日      | アトレティコ・マドリード          | 2-1      | ラージョ・バジェカーノ | マドリード                                                                       |  |
| 21:00 CEST 翌05:00 (日本) | ヘイニウド 35分 · メンフィス 90分 | レポート | 42分 ガルシア          | 競技場: シビタス・メトロポリターノ 観客数: 47,003人 主審: セサル・ソト・グラード |  |

| 第23節 2024年2月4日       | レアル・マドリード | 1-1      | アトレティコ・マドリード | マドリード                                                                                                   |  |
| 21:00 CEST 翌05:00 (日本) | ブライム 20分      | レポート | 90+3分 ジョレンテ        | 競技場: エスタディオ・サンティアゴ・ベルナベウ 観客数: 76,732人 主審: ホセ・マリア・サンチェス・マルティネス |  |

| 第24節 2024年2月11日      | セビージャ  | 1-0      | アトレティコ・マドリード | セビリア |  |
| 18:30 CEST 翌02:30 (日本) | ロメロ 15分 | レポート |                          | 競技場: エスタディオ・ラモン・サンチェス・ピスフアン 観客数: 31,528人 主審: ハビエル・イグレシアス・ビジャヌエバ |  |

| 第25節 2024年2月17日      | アトレティコ・マドリード                                                               | 5-0      | ラス・パルマス | マドリード                                                                             |  |
| 14:00 CEST 翌00:00 (日本) | ジョレンテ 15分 · ジョレンテ 20分 · コレア 47分 · コレア 62分 (pen.) · メンフィス 87分 | レポート |                | 競技場: シビタス・メトロポリターノ 観客数: 61,196人 主審: ホルヘ・フィゲロア・バスケス |  |

| 第26節 2024年2月24日      | アルメリア                | 2-2      | アトレティコ・マドリード     | アルメリア                                                                           |  |
| 21:00 CEST 翌05:00 (日本) | ロメロ 27分 · ロメロ 64分 | レポート | 2分 コレア · 57分 デ・パウル | 競技場: パワーホース・スタジアム 観客数: 14,472人 主審: ハビエル・アルベロア・ロハス |  |

| 第27節 2024年3月3日       | アトレティコ・マドリード          | 2-1      | ベティス            | マドリード                                                                       |  |
| 16:15 CEST 翌00:15 (日本) | シウヴァ 8分 (o.g.) · モラタ 44分 | レポート | 62分 カルヴァーリョ | 競技場: シビタス・メトロポリターノ 観客数: 61,901人 主審: セサル・ソト・グラード |  |

| 第28節 2024年3月9日       | カディス                      | 2-0      | アトレティコ・マドリード | カディス                                                                                             |  |
| 16:15 CEST 翌00:15 (日本) | フアンミ 24分 · フアンミ 64分 | レポート |                          | 競技場: エスタディオ・ヌエボ・ミランディージャ 観客数: 15,917人 主審: パブロ・ゴンサレス・フエルテス |  |

| 第29節 2024年3月17日      | アトレティコ・マドリード                                | 0-3      | バルセロナ | マドリード                                                                                       |  |
| 21:00 CEST 翌05:00 (日本) | 38分 フェリックス · 47分 レヴァンドフスキ · 65分 ロペス | レポート |            | 競技場: シビタス・メトロポリターノ 観客数: 68,253人 主審: ホセ・マリア・サンチェス・マルティネス |  |

| 第30節 2024年3月30日      | ビジャレアル    | 1-2      | アトレティコ・マドリード       | ヴィラ＝レアル                                                                         |  |
| 20:00 CEST 翌04:00 (日本) | セルロート 50分 | レポート | 9分 ヴィツェル · 87分 サウール | 競技場: エスタディオ・デ・ラ・セラミカ 観客数: 19,679人 主審: マリオ・メレーロ・ロペス |  |

| 第31節 2024年4月13日    | アトレティコ・マドリード                                     | 3-1      | ジローナ     | マドリード                                                                                       |  |
| 14:00 CEST 21:00 (日本) | グリーズマン 34分 (pen.) · コレア 45+2分 · グリーズマン 50分 | レポート | 4分 ドフビク | 競技場: シビタス・メトロポリターノ 観客数: 64,214人 主審: リカルド・デ・ブルゴス・ベンゴエチェア |  |

| 第32節 2024年4月21日      | アラベス                        | 2-0      | アトレティコ・マドリード | ビトリア＝ガステイス                                                                       |  |
| 18:30 CEST 翌03:30 (日本) | べナビデス 15分 · リオハ 90+2分 | レポート |                          | 競技場: エスタディオ・デ・メンディソロツァ 観客数: 18,719人 主審: ヘスス・ヒル・マンサーノ |  |

| 第33節 2024年4月27日      | アトレティコ・マドリード                           | 3-1      | アスレティック・ビルバオ | マドリード                                                                               |  |
| 21:00 CEST 翌04:00 (日本) | デ・パウル 15分 · コレア 80分 · シモン 90分 (o.g.) | レポート | 45分 ニコ                | 競技場: シビタス・メトロポリターノ 観客数: 64,612人 主審: フアン・マルティネス・ムヌエラ |  |

| 第34節 2024年5月4日       | マジョルカ | 0-1      | アトレティコ・マドリード | パルマ・デ・マヨルカ                                                       |  |
| 21:00 CEST 翌04:00 (日本) |            | レポート | 5分 リケルメ             | 競技場: ソン・モイシュ 観客数: 20,519人 主審: ハビエル・アルベロア・ロハス |  |

| 第35節 2024年5月12日    | アトレティコ・マドリード | 1-0      | セルタ | マドリード                                                                             |  |
| 16:15 CEST 23:15 (日本) | デ・パウル 84分          | レポート |        | 競技場: シビタス・メトロポリターノ 観客数: 63,014人 主審: ホルヘ・フィゲロア・バスケス |  |

| 第36節 2024年5月15日      | ヘタフェ | 0-3      | アトレティコ・マドリード                                  | ヘタフェ                                                           |  |
| 22:00 CEST 翌05:00 (日本) |          | レポート | 27分 グリーズマン · 42分 グリーズマン · 51分 グリーズマン | 競技場: コリセウム 観客数: 13,027人 主審: マリオ・メレーロ・ロペス |  |

| 第37節 2024年5月19日      | アトレティコ・マドリード | 1-4      | オサスナ                                                | マドリード                                                                               |  |
| 19:00 CEST 翌02:00 (日本) | モラタ 55分              | レポート | 26分 ガルシア · 52分 オロス · 62分 ガルシア · 88分 トロ | 競技場: シビタス・メトロポリターノ 観客数: 58,401人 主審: パブロ・ゴンサレス・フエルテス |  |

| 第38節 2024年5月25日      | レアル・ソシエダ | 0-2      | アトレティコ・マドリード     | サン・セバスティアン                                                                         |  |
| 21:00 CEST 翌04:00 (日本) |                  | レポート | 9分 リーノ · 88分 ヘイニウド | 競技場: エスタディオ・アノエタ 観客数: 30,678人 主審: ホセ・マリア・サンチェス・マルティネス |  |

### コパ・デル・レイ
| ベスト32 2024年1月6日     | ルーゴ              | 1-3      | アトレティコ・マドリード                       | ルーゴ                                                                                    |  |
| 16:00 CEST 翌00:00 (日本) | アントネッティ 39分 | レポート | 2分 コレア · 66分 メンフィス · 74分 メンフィス | 競技場: エスタディオ・アンヘル・カロ 観客数: 8,168人 主審: パブロ・ゴンサレス・フエンテス |  |

| ベスト16 2024年1月18日    | アトレティコ・マドリード                                        | 4-2 (延長戦) | レアル・マドリード                   | マドリード                                                                                     |  |
| 21:30 CEST 翌05:30 (日本) | リーノ 39分 · モラタ 57分 · グリーズマン 100分 · リケルメ 119分 | レポート     | 45+1分 (o.g.) オブラク · 82分 ホセル | 競技場: シビタス・メトロポリターノ 観客数: 70,460人 主審: ギジェルモ・クアドラ・フェルナンデス |  |

| ベスト8 2024年1月25日     | アトレティコ・マドリード | 1-0      | セビージャ      | マドリード                                                                         |  |
| 21:00 CEST 翌05:00 (日本) |                          | レポート | 79分 メンフィス | 競技場: シビタス・メトロポリターノ 観客数: 60,169人 主審: ヘスス・ヒル・マンサーノ |  |

| ベスト4 1stレグ 2024年2月7日 | アトレティコ・マドリード | 0-1      | アスレティック・ビルバオ | マドリード                                                                                         |  |
| 21:30 CEST 翌05:30 (日本)    |                          | レポート | 25分 (pen.) ベレンゲル   | 競技場: シビタス・メトロポリターノ 観客数: 65,029人 主審: アレハンドロ・エルナンデス・エルナンデス |  |

| ベスト4 2ndレグ 2024年2月29日 | アスレティック・ビルバオ                  | 3-0 (2戦合計 0-4) | アトレティコ・マドリード | ビルバオ                                                                   |  |
| 21:30 CEST 翌05:30 (日本)     | イニャキ 13分 · ニコ 42分 · グルセタ 61分 | レポート          |                          | 競技場: サン・マメス 観客数: 52,061人 主審: フアン・マルティネス・ムヌエラ |  |

### スーペルコパ・デ・エスパーニャ
| 準決勝 2024年1月10日      | レアル・マドリード                                                                    | 5-3 (延長戦) | アトレティコ・マドリード                                    | リヤド                                                                    |  |
| 22:00 SAST 翌04:00 (日本) | リュディガー 20分 · メンディ 29分 · カルバハル 85分 · ホセル 116分 · ブライム 120+2分 | レポート     | 6分 エルモソ · 37分 グリーズマン · 78分 (o.g.) リュディガー | 競技場: KSUスタジアム 観客数: 23,982人 主審: ハビエル・アルベロラ・ロハス |  |

### UEFAチャンピオンズリーグ
| 順 | チーム                   | 試 | 勝 | 分 | 敗 | 得 | 失 | 差  | 点 | 出場権                 |  | ATM | LAZ | FEY | CEL |
| -- | ------------------------ | -- | -- | -- | -- | -- | -- | --- | -- | ---------------------- |  | --- | --- | --- | --- |
| 1  | アトレティコ・マドリード | 6  | 4  | 2  | 0  | 17 | 6  | +11 | 14 | ラウンド16に進出       |  | —   | 2–0 | 3–2 | 6–0 |
| 2  | ラツィオ                 | 6  | 3  | 1  | 2  | 7  | 7  | 0   | 10 | ラウンド16に進出       |  | 1–1 | —   | 1–0 | 2–0 |
| 3  | フェイエノールト         | 6  | 2  | 0  | 4  | 9  | 10 | −1  | 6  | ヨーロッパリーグに進出 |  | 1–3 | 3–1 | —   | 2–0 |
| 4  | セルティック             | 6  | 1  | 1  | 4  | 5  | 15 | −10 | 4  |                        |  | 2–2 | 1–2 | 2–1 | —   |

グループステージ
| 第1節 2023年9月19日       | ラツィオ            | 1-1      | アトレティコ・マドリード | ローマ                                                                       |  |
| 21:00 CEST 翌04:00 (日本) | プロヴェデル 90+5分 | レポート | 29分 バリオス            | 競技場: スタディオ・オリンピコ 観客数: 46,168人 主審: スラヴコ・ヴィンチッチ |  |

| 第2節 2023年10月4日       | アトレティコ・マドリード                        | 3-2      | フェイエノールト                    | マドリード                                                                     |  |
| 18:45 CEST 翌01:45 (日本) | モラタ 12分 · グリーズマン 45+1分 · モラタ 47分 | レポート | 7分 (o.g.) エルモソ · 34分 ハンツコ | 競技場: シビタス・メトロポリターノ 観客数: 61,742人 主審: フランソワ・ルテシェ |  |

| 第3節 2023年10月25日     | セルティック           | 2-2      | アトレティコ・マドリード                            | グラスゴー                                                                     |  |
| 20:00 BST 翌04:00 (日本) | 古橋 4分 · パルマ 28分 | レポート | 25分 グリーズマン · 25分 グリーズマン · 53分 モラタ | 競技場: セルティック・パーク 観客数: 55,844人 主審: フェリックス・ツヴァイヤー |  |

| 第4節 2023年11月7日       | アトレティコ・マドリード                                                                        | 6-0      | セルティック | マドリード                                                                         |  |
| 21:00 CEST 翌05:00 (日本) | グリーズマン 6分 · モラタ 45＋2分 · グリーズマン 60分 · リーノ 66分 · モラタ 76分 · ニゲス 84分 | レポート | 21分 前田    | 競技場: シビタス・メトロポリターノ 観客数: 60,863人 主審: イヴァン・クルジャリアク |  |

| 第5節 2023年11月28日      | フェイエノールト  | 1-3      | アトレティコ・マドリード                                          | ロッテルダム                                                   |  |
| 21:00 CEST 翌04:00 (日本) | ウィーファー 77分 | レポート | o.g.分 (14) ヘールトライダ · 57分 エルモソ · o.g.分 (81) ヒメネス | 競技場: デ・カイプ 観客数: 43,992人 主審: アンソニー・テイラー |  |

| 第6節 2023年12月13日      | アトレティコ・マドリード       | 2-0      | ラツィオ | マドリード                                                                       |  |
| 21:00 CEST 翌04:00 (日本) | グリーズマン 6分 · リーノ 51分 | レポート |          | 競技場: シビタス・メトロポリターノ 観客数: 63,574人 主審: セルダル・ゲズビュユク |  |

決勝トーナメント
| ベスト16 1stレグ 2024年2月20日 | インテル                | 1-0      | アトレティコ・マドリード | ミラノ                                                                   |  |
| 21:00 CEST 翌05:00 (日本)      | アルナウトヴィッチ 79分 | レポート |                          | 競技場: サン・シーロ 観客数: 73,709人 主審: イシュトヴァーン・コヴァーチ |  |

| ベスト16 2ndレグ 2024年3月13日      | アトレティコ・マドリード        | 2-1 (延長) (3-2 PK戦)                                    | インテル        | マドリード                                                                     |  |
| 21:00 CEST 翌05:00 (日本)           | グリーズマン 35分 · デパイ 87分 | レポート                                                 | 33分 ディマルコ | 競技場: シビタス・メトロポリターノ 観客数: 69,196人 主審: シモン・マルチニアク |  |
|                                     |                                 | PK戦                                                     |                 |                                                                                |  |
| メンフィス サウール リケルメ コレア |                                 | チャルハノール サンチェス クラーセン アチェルビ ラウタロ |                 |                                                                                |  |

2戦合計2-2、PK戦 (3-2)の末ベスト8に進出
| ベスト8 1stレグ 2024年4月10日 | アトレティコ・マドリード     | 2-1      | ドルトムント | マドリード                                                                 |  |
| 21:00 CEST 翌04:00 (日本)     | デ・パウル 4分 · リーノ 32分 | レポート | 81分 ハラー  | 競技場: シビタス・メトロポリターノ 観客数: 68,641人 主審: マルコ・グイーダ |  |

| ベスト8 2ndレグ 2024年4月16日 | ドルトムント                                                            | 4-2      | アトレティコ・マドリード             | ドルトムント                                                                     |  |
| 21:00 CEST 翌04:00 (日本)     | ブラント 34分 · マートセン 39分 · フュルクルク 71分 · ザビッツァー 74分 | レポート | 49分 (o.g.) フンメルス · 64分 コレア | 競技場: ジグナル・イドゥナ・パルク 観客数: 81,365人 主審: スラヴコ・ヴィンチッチ |  |

2戦合計4-5でベスト8敗退